# Sphecodes magnipunctatus
Sphecodes magnipunctatus är en biart som först beskrevs av Cockerell 1946.  Sphecodes magnipunctatus ingår i släktet blodbin, och familjen vägbin. Inga underarter finns listade i Catalogue of Life.